# Coenagrion persicum
Coenagrion persicum là một loài chuồn chuồn kim thuộc họ Coenagrionidae. Loài này có ở Iran, có thể cả Iraq, và có thể cả Thổ Nhĩ Kỳ.